# HZ 43
HZ 43 è una stella binaria posta a oltre 200 anni luce nella costellazione della Chioma di Berenice a nord-ovest di β Comae Berenices.
Le due componenti sono una nana rossa e una nana bianca. La nana bianca è caratterizzata da un'elevata presenza di elio ed è una sorgente di raggi X.